# Stefanía (telenovela)
Stefanía é uma telenovela argentina produzida pela Pol-ka Producciones e exibida pelo Canal 13 em 1981.

## Elenco
- Silvia Montanari - Stefanía
- Alberto Martín - Alejandro
- Jorge Barreiro
- Claudio Corvalán
- Óscar Ferreiro
- Héctor Fuentes
- Néstor Hugo Rivas
- Cristina Tejedor